# Mouvement Hongrie moderne
Le Mouvement Hongrie moderne (en hongrois,  Modern Magyarország Mozgalom), abrégé en MoMa, est un parti libéral conservateur hongrois, fondé le 21 avril 2013 par Lajos Bokros (en), député européen et ancien ministre des finances. Il a comme modèle le Parti conservateur britannique.